# Овечкино (село, Зав'яловський район)
Ове́чкино (рос. Овечкино) — село у складі Зав'яловського району Алтайського краю, Росія. Адміністративний центр Овечкинської сільської ради.

## Населення
Населення — 660 осіб (2010; 889 у 2002).
Національний склад (станом на 2002 рік):
- росіяни — 96 %